# Michael Wilson (cyclisme)
Pour les articles homonymes, voir Michael Wilson et Wilson.
Michael Wilson, né le 15 janvier 1960 à Adélaïde, est un coureur cycliste australien, professionnel de 1982 à 1991.

## Biographie
Michael Wilson passe professionnel en 1982 à 22 ans, dans l'équipe italienne Alfa Lum. Dès sa première saison, il obtient un succès de prestige en remportant la deuxième étape du Tour d'Italie devant Laurent Fignon. Cette même année, il remporte un contre-la-montre : le Trophée Nencini, et prend la troisième place du Tour du Piémont. En 1983, il se met au service de l'Espagnol Marino Lejarreta, qui débarque dans l'équipe avec l'intention de remporter le Tour d'Espagne. Lejarreta est vainqueur de trois étapes et deuxième du classement général, devancé par Bernard Hinault. Wilson, 52e, parvient à remporter en solitaire la dernière étape disputée dans les rues de Madrid. Après une saison 1984 marquée par sa victoire au Trophée Matteotti, il participe au Tour d'Italie 1985. Toujours au service de son leader espagnol, il réalise son meilleur résultat dans un grand tour en prenant la huitième place. 
En 1988, il rejoint l'équipe Weinmann-La Suisse, après une saison passée en Australie. Pendant trois saisons, il obtient plusieurs accessits sur des épreuves renommées tout en aidant ses leaders, dont Gilles Delion et remporte deux succès majeurs lors de la saison 1989 : une étape de Tirreno-Adriatico et du Tour de Suisse. Il participe à deux reprises au Tour de France et termine à trois reprises dans le top 10 du Grand Prix des Nations.
Une fois sa carrière professionnelle terminée, il se reconvertit dans le domaine de la viticulture dans son pays natal, en Australie. Son coéquipier Frédéric Vichot disait de lui : « Il n'a pas eu le palmarès qu'il aurait dû avoir. Il n'était pas prêt à faire tous les sacrifices pour y parvenir. Il ne se prenait pas au sérieux et avait une certaine nonchalance qui le caractérisait ».

## Palmarès sur route
| - 1978 - The Examiner Tour of the North - 1980 - Flèche d'or - 1981 - Gran Premio Montanino - Gran Premio San Basso - Circuito Valle del Liri - 1982 - 2e étape du Tour d'Italie - Trophée Nencini - 2e du Tour de la province de Reggio de Calabre - 3e du Tour du Piémont - 1983 - 19e étape du Tour d'Espagne - 3e du Grand Prix de Montelupo - 1984 - Trophée Matteotti - 2e du Tour d'Émilie - 1985 - 2e du Trophée Baracchi (avec Daniele Caroli) - 8e du Tour d'Italie | - 1986 - 2e du Trophée Baracchi (avec Daniele Caroli) - 3e du Grand Prix de Francfort - 1987 - Championnat de Tasmanie - 3e de Davenport-Launceston - 1988 - 2e du Tour du Nord-Ouest de la Suisse - 3e du Grand Prix des Nations - 10e de la Classique de Saint-Sébastien - 1989 - 3e étape de Tirreno-Adriatico - 3e étape du Tour de Suisse - 4e du Grand Prix des Nations - 8e du Tour de Romandie - 1990 - 4e du Tour de Romandie - 7e du Grand Prix des Nations |  |

## Résultats sur les grands tours

### Tour de France
2 participations
- 1988 : 50e
- 1989 : 69e

### Tour d'Italie
5 participations
- 1982 : 43e, vainqueur de la 2e étape
- 1983 : 61e
- 1984 : 102e
- 1985 : 8e
- 1986 : 17e

### Tour d'Espagne
2 participations
- 1983 : 52e, vainqueur de la 19e étape
- 1984 : abandon

## Palmarès sur piste

### Championnats du monde
- Besançon 1980
  - 8e de la course aux points

### Championnats d'Australie
- 1978
  -  Champion d'Australie de poursuite juniors